# Dave Lister
David „Cinzano Bianco“ Lister je fiktivní postava z anglického seriálu Červený trpaslík ztvárněná hercem Craigem Charlesem. Na lodi Červený trpaslík zastává funkci 3. technika, jeho nadřízeným je Arnold Rimmer.

## Biografie
Vyrůstal v Liverpoolu. Ve třinácti letech začal pracovat v supermarketu jako obsluha vozíku a dopustil se několika kriminálních deliktů, např. nedovolená sklizeň automobilů, krádeže postelí z hotelových pokojů atp. V sedmnácti založil hudební skupinu „Degen a spol“. Po deseti letech opustil supermarket, protože se nechtěl stát otrokem své kariéry. Maturitu nemá, protože na umělecké škole to nebylo podle jeho představ, a tak ji rychle opustil (měli přednášky jako první věc hned po obědě – každý den o půl jedné – tak brzo člověk nevnímá, ještě cítí chuť zubní pasty). Jednou z jeho známostí byla Lisa Yatesová, kterou záhy opustil, protože si chtěl ještě užívat.
Potom začal pracovat na těžařské vesmírné lodi Červený trpaslík, členem posádky se stal poté, co se probudil po oslavě 24. narozenin na Mimasu s pasem na jméno Emily Berksteynová. 23. března 2181 se zjistilo, že Lister propašoval na loď kočku a byl odsouzen k 18 měsícům ve stázové kabině. Byl probuzen lodním počítačem Hollym za 3 000 000 let.

## Rodina
Déle než tři miliony let neví, kdo jsou jeho rodiče, ani proč jej odložili pod kulečníkový stůl v jedné z liverpoolských hospod. Poté se dozví, že je sám svým otcem, matkou je jeho láska Kristina Kochanská. I přesto, že byl sirotek, vyrůstal v teoreticky normální rodině, má pár vzpomínek na otčíma a jiné členy rodiny. Lister má tři děti – je matkou dvojčat Jima a Bexleyho (ten umírá ve věku 25 let) a otcem Davea Listera, tedy sám sebe. Z donucení se oženil s příslušnicí kmene gelfů, vzhledem podobnou Yettimu; záhy po svatbě od ní utekl. Jeho gelfská manželka poté projevila několik marných snah svého muže najít.

## Charakteristika
Snědá kůže, hnědé oči, tmavé vlasy ostříhané na ježka, kromě 5 dredů na temeni. Zapálenou cigaretu si strká do ucha. Dave Lister miluje kari a obecně indickou kuchyni. Zbývají mu poslední dva chuťové pohárky, ostatní mu kari vypálilo. Ke snídani si s oblibou dá studenou kari omáčku a cornflaky se syrovou cibulí (rád si je poté ještě okoření tabascem). Miluje pivo a pokud je nemocný, dá přednost ohřátému ležáku. Nerad se koupe, přerostlé chloupky z nosu si vytrhává kuchyňskými kleštičkami. Domnívá se, že je schopným kytaristou (vlastní kytaru Gibson Les Paul ), tento názor nesdílí zbytek posádky Červeného trpaslíka (s výjimkou Krytona). 
Dave je bohémský typ člověka, jenž si dokáže užívat života naplno. Má vyvinutý smysl pro spravedlnost a solidaritu.